# Distretto di Na Thawi
Il distretto di Na Thawi (in thailandese: นาทวี) è un distretto (amphoe) della Thailandia, situato nella provincia di Songkhla.